# دعاء خليل أسود
دعاء خليل أسود (1989 أو 1990 -7 أبريل 2007) فتاة عراقية كردية تنتمي للديانة اليزيدية تعرضت للرجم حتى الموت ضمن ما يسمى بجرائم الشرف. يعتقد بأنها قتلت في يوم 7 نيسان 2007، ولم تظهر القصة للإعلام حتى تم نشر فيلم فيديو، ومن الواضح أنه صوّر على جهاز هاتف محمول (موبايل) يُظهر عملية الرجم على شبكة الإنترنت.
انتشرت إشاعات صحيحة تناقلتها مواقع إسلامية بانها قتلت لسبب تحولها إلى دين الإسلام ومن ثم أدى ذلك إلى انتشار دعوات للانتقام لها، مما أدى إلى حدوث مجزرة الموصل 2007 ومذبحة تفجيرات القحطانية الأعنف من نوعها في العراق والتي أدت لمقتل وجرح أكثر من ألفي يزيدي.

## الدافع
أفادت بعض التقارير أن دعاء أسود قد قتلت لأنها انحرفت عن القيم وزنت من أجل المساس بالديانة الايزيدية. وهناك نزاع حول حقيقة تغيبها خارج البيت لفترة طويلة، وبعض التقارير تشير إلى أنها تعرضت للتغرير بها من أجل المساس بالديانة الايزيدية. من جهةٍ أخرى أشارت العديد من المصادر بانها قتلت عقاباً على غيابها لمدة ليلة عن بيتها.

## اللجوء طلباً للحماية ثم العودة
أفادت بعض وكالات الأنباء أن دعاء كانت قد التجأت إلى شيخ قبلي يزيدي في بعشيقة خوفاً على حياتها من عائلتها حتى قامت عائلتها بإقناعها بأنهم سامحوها ويمكنها الرجوع إلى المنزل. تقارير أخرى تشير إلى أنها قد التجأت إلى شيخ مسلم  ومن غير المعروف إذا كان أفراد عائلتها الذين أقنعوها بالعودة للمنزل هم نفسهم المسؤولون عن قتلها. وكذلك من غير الواضح في فيلم الفيديو فيما إذا كانت قد تعرضت لكمين خلال عودتها لمنزلها، أو إن القتلة قد اقتحموا منزلها واقتادوها إلى الشارع. حيث تشير التقديرات إلى أن عدد المهاجمين تراوح بين ألف  وحتى ألفين من الرجال.
حصلت الحادثة في بعشيقة، وهي منطقة في محافظة نينوى، وقد تم تصويرها على الهواتف النقّآلة وتم نشرها بشكلٍ واسع عبر الإنترنت يظهر في الفيديو أن دعاء قد تعرضت لتعرية ثيابها عنها حتى بقيت بملابسها الداخلية. من الواضح أن هذا يرمز إلى أنها قد جلبت العار لعائلتها ودينها 
ويُظهر الشريط بعض أفراد الأمن المحليين، والذين كانوا متواجدين ولكنهم تقاعسوا عن التدخل لوقف الرجم أو للقبض على الجناة، حسبما ورد.
خلال الرجم والذي دام ما يقارب 30 دقيقة، ظهرت دعاء في الفيديو تحاول الوقوف وطلب المساعدة بينما يصرخ المتجمعون عليها ويضربونها بقطع كبيرة من الحجارة الاسمنتية على رأسها. ويصرخ رجلٌ بشكلٍ واضح «اقتلوها!». وفي النهاية وبينما كانت دعاء تلقي برأسها على الأرض، يتقدم رجلٌ مجهول ويرمي ما يبدو أنه كتلة إسمنتية (بلوكة) على قفا رأسها.
بعد موت دعاء تم دفنها مع بقايا كلب، ليرمز ذلك أنها كانت شيئاً تافها بلا قيمة. أظهر تشريح الجثة أن دعاء قد ماتت عذراء، والموت كان بسبب تحطم الجمجمة والعمود الفقري.

## ردود الفعل والعمليات الانتقامية

لقطات من الفيديو الذي يظهر قتل دعاء

وفيما يبدو أنه عمل انتقامي ثأري، حيث قُتل نحو 23 عاملاً من الطائفة اليزيدية، في يوم 22 نيسان، في هجوم شنه أفراد جماعة سنية مسلحة. وأفادت الأنباء أن أولئك العمال، وجميعهم رجال، كانوا مسافرين في حافلة بين الموصل وبعشيقة، عندما أوقف مسلحون الحافلة وأجبروا العمال على النزول ثم قتلوهم على الفور. قامت منظمة العفو الدولية بإدانة عملية قتل دعاء خليل أسود وما أعقبها من قتل أفراد من الطائفة اليزيدية.
كما إدانت ذلك حكومة إقليم كردستان والتي طلبت من الحكومة الفيدرالية التحقيق في القضية، واعتقلت السلطات في شمال العراق أربعة أشخاص لهم صلة مع جريمة القتل.
في نيسان تظاهر المئات من المواطنين العراقيين بعد مقتل دعاء أسود مطالبين بإنهاء ما يسمى جرائم الشرف.
وفي 14 آب 2007 قام مهاجم انتحاري يعتقد بانتمائه إلى تنظيم القاعدة في العراق بتفجير سيارة شاحنة مليئة بالعبوات الناسفة وسط قرية القحطانية اليزيدية القريبة من مدينة سنجار مما أدى إلى مقتل 796 شخص وإصابة 1,562 بجروح حيث يعتبر هذا التفجير أعنف تفجير انتحاري منذ هجمات 11 سبتمبر.